# マチベン
『マチベン』は、2006年4月8日-5月13日まで、NHKの「土曜ドラマ」枠で、計6回放送された同枠シリーズ復活の第3作目のドラマでもある。育児休業中だった女優の江角マキコが出産後初めて出演し、なおかつNHKのドラマに初主演する作品である。第4話「安楽死を認めますか?」は文化庁芸術祭優秀賞を受賞。
さらに、当作品以後、従前の22時スタートから1時間繰り上げて21時-21時58分（JST）に放送される（土曜日の『NHKスペシャル』の廃枠と23時台に『韓国ドラマシリーズ・宮廷女官チャングムの誓い』を戻すため）。
2007年6月30日から同年8月4日まで、キャストも設定も一新された『新マチベン 〜オトナの出番〜』が放送された。第25回向田邦子賞受賞作。

## ストーリー
物語は、元々検事を務めていた天地涼子（江角）が、ある事件をきっかけとして検事を辞任し、町の小さな弁護士事務所を立ち上げて、市民の様々な問題点を克服するべく奮闘する姿を描いたヒューマンドラマである。江角はこのドラマで、メイクを一切付けないで収録に臨んでいるという。
ドラマの題名である「マチベン」は、「（町）医者のような弁護士」と、「依頼人をひたすら（待ち）続ける弁護士」の、二つの意味を掛けたもの、とされている。
第5話・最終話を除いては一話完結。第1話では少年犯罪、第2話では冤罪、第3話では死刑判決、第4話では安楽死、とテーマは多岐にわたった。

## レギュラー・準レギュラー
天地涼子：江角マキコ　
検事だったが、ある事件をきっかけで職を辞め、後藤田、浦島と共に「えびす堂」を開所。弁護士（マチベン）に。話題性の高い事件を担当したがる。一風変わった法廷戦術を得意とする。
神原啓吾：山本耕史
祖父、父と3代続く法曹界のサラブレッド。太田正孝の法律事務所のエースとして、太田正孝から絶大な信頼を得ていたが、ある事件を境に辞職。天地涼子の誘いで「えびす堂」に入所しマチベンに。
後藤田薫：沢田研二
その昔は、エリート弁護士だったが、詐欺事件に関わってしまい、懲罰を受けてしまう。非常に金にうるさく、金にならない事件は扱わない。しかし、3人の中で最も経験を積んでおり、時折的確なアドバイスをだす。
浦島たまを：中島知子（オセロ）
バツイチ、子持ちの弁護士。民事専門。話題性の高い事件ばかりあつかう天地に、いつもケチをつけては喧嘩している。しかし、実際は天地の実力を認めている人情派の弁護士。
村山信介：小林隆
弁護士事務所「えびす堂」の事務員。温厚で物腰が柔らかいが、なぜか神原には対抗心を持っている。どうやら天地に惚れているらしい。
橋本クリス：マリエ
友永二三夫：大出俊 (俳優)
裁判長。
向井圭子：板谷由夏
弁護士。
松尾一成：沢村一樹
東京地方検察庁のエリート検事。天地が検事だったころの同僚。もしくはそれ以上の関係?
太田正孝：山本圭
啓吾が所属していた太田&スミス法律事務所の代表で、啓吾の後見人を自負している。
深川保：竜雷太
天地が検事として担当した事件の被告人。現在は無期懲役刑が確定し、受刑中の身。

## ゲスト
- （第1話）
  - 河瀬みゆき：松田美由紀
  - 河瀬ゆりか：岩田さゆり
  - 遠藤和彦：松山ケンイチ
- （第2話）
  - 鈴木睦美：奥貫薫
  - 鈴木博史：大倉孝二
  - 谷村茉衣：悠城早矢
  - 花田刑事：中村有志
  - 木村弁護士：小原雅人
  - 梶原正敏：菅原大吉
  - 盛岡校長：木野花
- （第3話）
  - 愛川サチ：若村麻由美
  - 鶴田聡美：伊藤かずえ
  - 鶴田祐輔：宅間孝行
  - 野村検事：飯田基祐
  - 裁判長：姿晴香
- （第4話）
  - 新田昇一：岸部一徳[2]
  - 亀井雅美：原田夏希
- （第5話、最終話）
  - 深川八重子：森下愛子
  - 深川友香：谷村美月
  - 土井勝成：池田政典
  - 白石検事：大谷亮介

## 制作スタッフ
- 制作統括：佐野元彦
- 脚本：井上由美子
- 音楽：吉俣良
- 主題歌：EXILE「永遠」
- 演出：笠浦友愛（第1話・第2話・最終話）磯智明（第3話・第5話）黒崎博（第4話）
- 編集：阿部格
- 記録：城島純一、栗又三奈
- 美術：山口類児、服部正子、日高一平
- 技術：田中満、佐々木喜昭
- 撮影：藤田浩久、佐々木達之介、平野拓也、岩崎亮、大和谷豪、村井陽亮
- 照明：佐野清隆、関康明、笠原孝道、寺田博、松崎隆志、西澤庸浩、海老原俊
- 音声：高橋英明、大塚茂夫、鈴木克明、高山幹久、鷲津寛厚、本間法義、石川日出夫
- 映像技術：古越善之、高橋佳宏、大西康仁

## サブタイトル
| 各話                                                      | 放送日        | サブタイトル          | 視聴率 |
| --------------------------------------------------------- | ------------- | --------------------- | ------ |
| 第1話                                                     | 2006年4月08日 | 法廷は涙にめざめる    | 8.0%   |
| 第2話                                                     | 2006年4月15日 | 依頼人を裏切れますか? | 7.3%   |
| 第3話                                                     | 2006年4月22日 | 死刑囚を救えますか?   | 6.4%   |
| 第4話                                                     | 2006年4月29日 | 安楽死を認めますか?   | 6.6%   |
| 第5話                                                     | 2006年5月06日 | 無実を信じますか?     | 7.6%   |
| 最終話                                                    | 2006年5月13日 | 真実がこわいですか?   | 6.8%   |
| 平均視聴率 7.1%（視聴率は関東地区・ビデオリサーチ社調べ） |               |                       |        |

## DVD
2006年9月20日、本編に加えてメイキングドキュメンタリー等を収録した3枚組のDVDにブックレットを付属したDVDボックスが発売された。発売元はNHKエンタープライズ、販売元はポニーキャニオン。